# Wapen van Schoorl
Het wapen van Schoorl werd op 23 juni 1925 aan de gemeente Schoorl toegekend. Het wapen werd tot 2001 gebruikt, in dat jaar is de gemeente Schoorl opgegaan in de gemeente Bergen. Het wapen is gedeeltelijk opgenomen in het wapen van de nieuwe gemeente Bergen.

## Geschiedenis
Het wapen is pas in de twintigste eeuw toegekend. Schoorl en ook Groet, dat in 1834 definitief in Schoorl is opgegaan, voerden beide een rode leeuw in het wapen, waarvan lange tijd is aangenomen dat het om de Hollandse leeuw ging. Deze is in het wapen verwerkt, omdat de plaatsen tot het graafschap Holland hebben behoord. Ook behoorde Schoorl rond het jaar 1400 voor korte tijd tot het gebied van Jan van Heemstede. Om deze reden is het wapen van Heemstede ook in het wapen van Schoorl verwerkt.
Het is echter zeer waarschijnlijk dat de leeuw in de oude wapens van Groet en Schoorl zijn oorsprong heeft in het wapen van het huis Brederode, dat een rode leeuw op goud voerde, met over de borst een blauwe barensteel. Beide plaatsen vielen immers ooit onder het baljuwschap van Brederode.

## Blazoen
De beschrijving van het Schoorlse wapen luidde als volgt:
In goud een leeuw van keel, getongd en genageld van azuur, vergezeld van 8 zoomsgewijs geplaatste merletten van hetzelfde.
Het schild is goudkleurig met daarop een rode leeuw. De tong en nagels van de leeuw zijn blauw van kleur. Op het schild staan ook acht merletten. Deze zijn op de tekening rood van kleur, maar zouden eigenlijk blauw moeten zijn. De merletten zijn allemaal tegen de rand van het schild geplaatst.